# Arnt van der Dussen

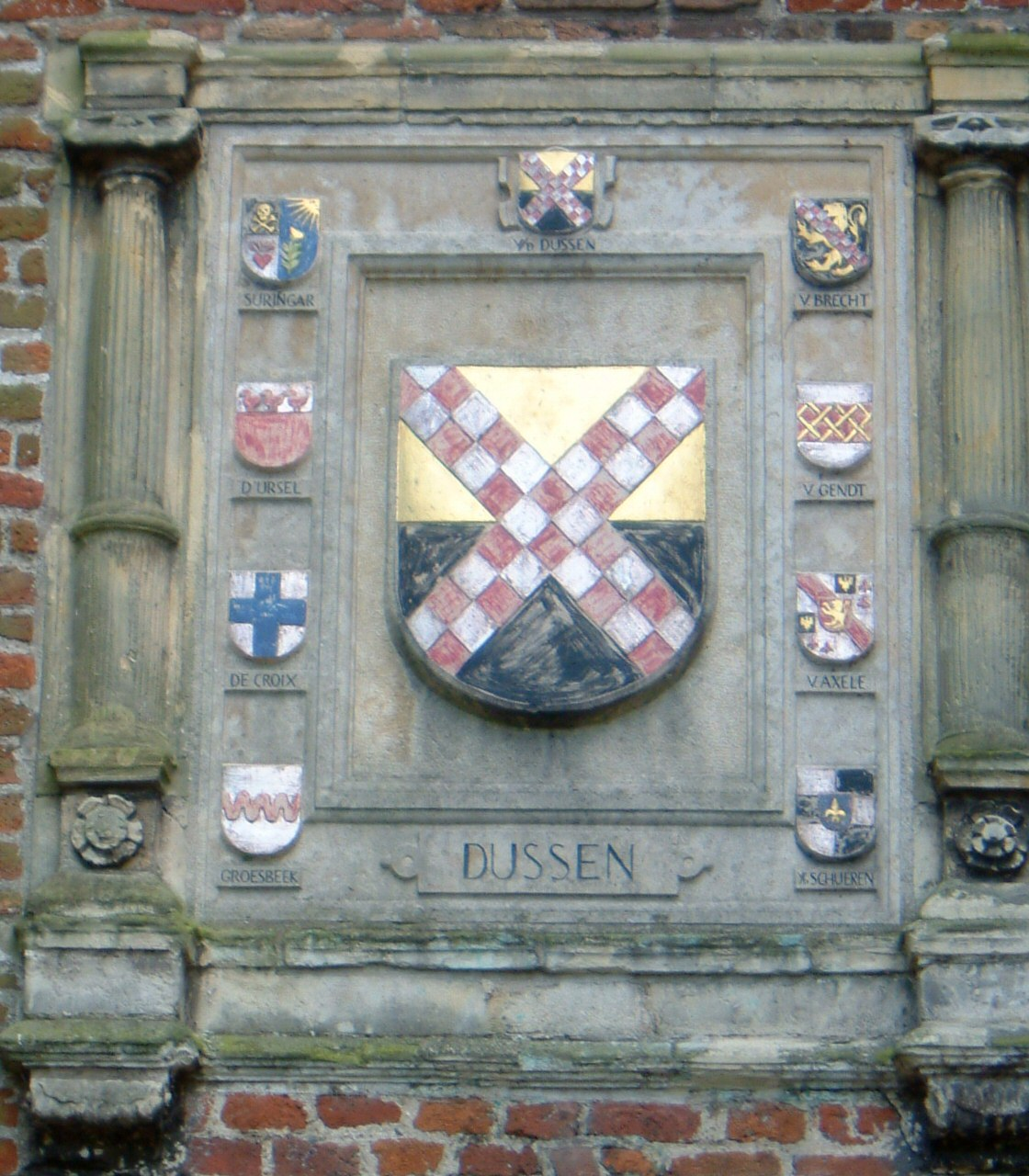
Wapenbord van de familie

Arnt van der Dussen (Brussel, 1417-1418? - aldaar 1484-1502?), ook wel Rinaldo Boteram, was een Brabants fabrikant van en handelaar in wandtapijten.
Arnt van der Dussen was de belangrijkste persoon verantwoordelijk voor de introductie en verdeling van Vlaamse wandtapijten in het Italië van de vijftiende eeuw. Gedurende een halve eeuw reisde hij tussen Italië en de Bourgondische Nederlanden. Hierbij ontwikkelde hij een uitgebreid handelsnetwerk en had hij persoonlijk contact met belangrijke leden van het Italiaanse hof zoals de markies van Mantua, Barbara van Brandenburg-Kulmbach.
- Biblioteca Nacional de España: XX1767251
- Gemeinsame Normdatei: 124408117
- Nederlandse Thesaurus van Auteursnamen: 30480438X
- RKD-Nederlands Instituut voor Kunstgeschiedenis: 333110
- Virtual International Authority File: 291559743